# Miguel Rebosio
César Miguel Rebosio Compans (Lima, 20 ottobre 1976) è un ex calciatore peruviano.

## Carriera

### Club
Uscito dal club Guardia Republicana, nel 1996 passa allo Sporting Cristal, dove gioca fino al 2000 totalizzando più di 100 presenze. Nel 2000 si trasferisce in Europa, al Real Saragozza, dove gioca per quattro anni. Passato all'Almería, trova sempre meno spazio in ogni club in cui gioca, passando nel 2008 all'Universidad César Vallejo.

### Nazionale
Dal 1997 al 2005 ha giocato nella Nazionale di calcio peruviana, venendo convocato per diverse edizioni della Copa América.

## Palmarès

### Club

#### Competizioni nazionali
- Coppa di Spagna: 2

Real Zaragoza: 2000-2001, 2003-2004